# La Revue socialiste
Pour l’article homonyme, voir La Revue socialiste (Québec).
La Revue socialiste est une revue socialiste mensuelle française créée en 1885 par Benoît Malon, et qui parut jusqu'en 2017, avec plusieurs interruptions et changements de titres.
Fondée par Benoît Malon, ancien communard autodidacte devenu journaliste, la revue devint « une institution du socialisme français de la IIIe République ». Georges Renard (1847-1930) est son successeur de 1894 à 1898, à qui succède Gustave Rouanet (1898-1905), puis Eugène Fournière (1905-1914) et enfin Albert Thomas (rédacteur en chef 1910-1914, directeur 1914).
De 1885 à 1893, La Revue socialiste publie plusieurs articles antisémites mais Gustave Rouanet joue ensuite un rôle décisif dans la théorisation de l'antiracisme socialiste et sa mise en pratique, mis en lumière par les récents travaux de l'historien Étienne Rouannet (sans lien de parenté avec son quasi-homonyme)
. Tous les débats sociaux, politiques, économiques et culturels du temps sont évidemment abordés dans la revue.
La revue sera relancée en 1925 par Jean Longuet, petit-fils de Karl Marx et militant socialiste, sous le nom de Nouvelle revue socialiste, associé à Ludovic-Oscar Frossard. Elle cesse à nouveau de paraître en 1931, après un ultime n° co-dirigé par Jean Longuet et Amédée Dunois, puis reparaît sous son ancien nom en 1946 sous la direction d'Ernest Labrousse jusqu'à la crise de la CED (1954) suivi d'Etienne Weill-Raynal et enfin de Roger Pagosse. Elle est relancée en 1974 sous le nom de Nouvelle Revue Socialiste par François Mitterrand qui la confie à Maurice Bennassayag, assisté par Françoise Castro puis Alain Meyer jusqu'en 1986. La revue connait de nouvelles difficultés dans les années 1980 malgré une tentative entre 1987 et 1992 menée par Gérard Collomb, Jacques Huntziger et Alain Houlou. Elle renaît cependant après avoir pris la forme de Vendredi-idées (1992-1993, Henri Weber directeur) pour une nouvelle parution en 1999 sous l'ancien titre de La Revue socialiste et sous la direction du même Henri Weber (1999-2005) puis de Jean-Christophe Cambadélis (2005-2008) et enfin d'Alain Bergounioux (2008-2017). Son dernier n° paru est le 65 en mars 2017 en soutien à la candidature de Benoît Hamon.